# Горган Илемский
Горган Илемский (укр. Ґорґан Ілемський) — горная вершина в Украинских Карпатах, в массиве Горганы, на хребте Аршица. Расположена в Калушском районе Ивано-Франковской области. Высота 1587 м. Вершина асимметричная, конусообразная, с крутыми (25-40 °) склонами. Распространены каменные осыпи, «каменные реки». Вершина безлесная, состоит из песчаников. На склонах — хвойные леса (ель, сосна).
Северо-западнее Горган-Илемского расположена гора Великий Пустошак (1423 м), на северо-восток — хребет Сихлос (Сехлис), на юг — гора Яйко-Илемске (1680 м), на запад — долина реки Свича с её притоком Правич.
Ближайший населенный пункт — село Мысловка.